# Jean-Pierre Vallotton
Pour les articles homonymes, voir Vallotton.
Jean-Pierre Vallotton, né à Genève le 3 mai 1955, est un écrivain suisse.

## Biographie
Après des études de lettres et d'art dramatique, il collabore à de nombreuses revues : "NRF", "Sud", "Europe", la "Revue de Belles-Lettres", "Poésie-Seghers". Parallèlement, il suit pendant quatre ans les cours d’art dramatique de Paul Pasquier. Il interprète sur scène Musset, Oscar Wilde, Marivaux, Giraudoux, Zeami, Robert Thomas, etc. Il crée ensuite la troupe du Théâtre de Chambre qui présente plusieurs spectacles poétiques. En 1977, sa pièce pour marionnettes, Métronome la lumière, est créée au Théâtre de Vidy.
Un premier recueil de poèmes paraît en 1987. Sa longue amitié avec Jean Tardieu donne lieu à un livre d’entretiens, publié l’année suivante : Causeries devant la fenêtre. Il traduit d’autre part en français Wolfgang Borchert, Ion Caraion, Sylvia Plath et Robert Louis Stevenson . Ses propres essais et poèmes ont été traduits en une quinzaine de langues. Suivent une trentaine de livres, parmi lesquels : Tout cela brûlera, La Bartavelle (1992), Face aux ruines blanches de l'enfance, L'Âge d'Homme (1995), Relief d'un automne, L'Arbre à paroles (1995) ; Blancheur dévastée, éd. d'Orzens, Sommeils de givre sommeils de plomb aux éditions Empreintes (1997), etc. Également collagiste.
Dès 1997, Jean-Pierre Vallotton reçoit de nombreux prix littéraires en Belgique (prix Unimuse), France, (prix Louise-Labé, prix Poncetton de la Société des Gens de Lettres), Suisse (Hermann Ganz de la Société suisse des écrivains, de la Ville de Lancy).
Régulièrement invité à des manifestations littéraires internationales (Rotterdam, Paris, Liège, Luxembourg, Macédoine, Québec, Mexique, Australie, etc.).
Il a été membre du Conseil de la Fondation Pierrette Micheloud et président du jury de ses prix littéraires de 2007 (création de la fondation) au 31 décembre 2024.
En mars 2013, la Bibliothèque cantonale et universitaire de Lausanne (BCU-L) a créé un Fonds Jean-Pierre Vallotton (cote IS 5687) qui comprendra l'intégralité de ses archives, de sa bibliothèque personnelle et de ses collections.
Quelques-unes des petites vidéos qu'il a réalisées (séries "Livres d'artiste", "Petit théâtre manuel" et "Clipoèmes (sans paroles)") peuvent être visionnées dans la collection A_Z POETES du site Ptyxel.https://ptyxel.net/

## Œuvres

### Poèmes, nouvelles, critique, livres d'artistes, ouvrages pour enfants
- Espère, poèmes à jeter, 1987, PAP, Lausanne
- Causeries devant la fenêtre, entretiens avec Jean Tardieu, 1988, PAP, Lausanne.
- Brefs blasons pour Polymnie, poèmes, 1992, 1/2 Vaca, Madrid.
- Tout cela brûlera suivi de Cendre sur cendre, poèmes, 1992, La  Bartavelle, Charlieu.
- Face aux ruines blanches de l’enfance, contes et récits, 1992, L’Âge d'Homme, Lausanne.
- Hauteur du vertige, carnets d’un rêveur I, nouvelles, 1994, L’Âge d'Homme, Lausanne (Prix Hermann Ganz de la Société suisse des écrivains 1995).
- Esquisse de Gisabel, suite lyrique, 1995, L’Âge d’Homme, Lausanne / le dé bleu, Chaillé-sous-les-Ormeaux / Le Noroît, Montréal.
- Reliefs d’un automne, triptyque profane, 1995, L’Arbre à Paroles, Amay.
- Images pour Sulamith Wülfing, poèmes, 1997, Unimuse, Tournai (Prix Unimuse 1997).
- Sommeils de givre sommeils de plomb, poèmes, 1997, Éditions Empreintes, Lausanne (Prix Louise-Labé 1998).
- L’Épreuve incessante, choix de poèmes, édition bilingue, version roumaine de Valeriu Stancu, 1997, Éditions Cogito, Oradea.
- Les Enfants du sommeil, carnets d’un rêveur II, nouvelles, 1998, L’Âge d’Homme, Lausanne.
- Blancheur dévastée, poèmes, édition bibliophilique à tirage limité, avec des dessins originaux et une gravure (pour le tirage de tête) * d’Armand C. Desarzens, 1998, Éditions d’Orzens, Lutry.
- Précédemment, suite sérielle, 1998, L’Arbre à Paroles, Amay.
- Sommeils de givre sommeils de plomb, livre d’artiste (exemplaires uniques), avec des encres de Cécile Livry-Level, 1999, Au Vieux Moulin, Paris.
- Chansons en mie de pain, poèmes pour enfants, 2000, Lo Païs d’enfance Draguignan.
- Le Rêveur et la vahiné, poème, livre d’artiste avec 6 gravures de Cécile Livry-Level, 2000, Au Vieux Moulin, Paris.
- Présence de Pierrette Micheloud, ouvrage collectif sous la direction de JPV, 2002, Monographic, Sierre.
- Éloge à Pierre Oster, livre d'artiste, gravure de Marie Falize, 2003, Les Provinciales, Amiens.
- Poèmes à cordes, 2004, L’Arbre à Paroles, Amay (Prix Poncetton de la SGDL 2005).
- Ici-haut suivi de Le Corps inhabitable, poèmes, 2006, L’Arbre à Paroles, Amay.
- Choix de poèmes de Pierrette Micheloud, sélection et présentation, L’Âge d’Homme, collection poche Suisse 271, 2011, Lausanne.
- Les Egoïdes, La Porte, 2013, Laon.
- Wings Folded In Cracks, anthologie poétique bilingue, traduction anglaise et postface d'Antonio D'Alfonso, Guernica, Essential Transaltions Series 14, 2013, Toronto.
- Salut aux galets, livre d'artiste avec Armand C. Desarzens, collection "Retour amont", 2013, Tours.
- Tessons, livre d'artiste avec Armand C. Desarzens, h.c., 2013, Belmont.
- Le corps inhabitable suivi de Ici-haut et de Précédemment, préface de Christophe Imperiali, Éditions Empreintes, Poche Poésie 26, Chavannes-près-Renens, 2015.
- Puits sans tain, livre d'artiste avec Françoise Carruzzo, collection "L'arrière-pays", 2016, Tours.
- Au rendez-vous des absents, Accent tonique, Paris, 2016.
- Déroge à la lumière, poèmes, La Porte, 2016, Laon.
- Poème salamandre, livre d’artiste avec Chantal Giraud,  collection « Placards », Tours, 2017.
- Bien que sœurs, livre d’artiste avec Claire Nicole, collection « Claude Cahun », Tours, 2017.
- 8 poèmes-gravures avec Armand C. Desarzens, tirage variable  (Belmont,1995 - 2017).
- Flandres - de van Eyck à van Gogh, Éditions Pétra, 2018, Paris.
- Orphelins de l'orage, L’Atelier du Grand Tétras, 2018, Mont-de-Laval.
- L’esprit de la famille, livre d’artiste avec Frédéric Cubas Glaser, collection « Sainte-Anne », Tours, 2018.
- mur de, poème graphique, collection « De l’Allemagne », Tours, 2019.

### Traductions
- Wolfgang Borchert : Lettre de Russie et autres poèmes (édition bilingue), 1990, Arfuyen, Paris.
- Robert Louis Stevenson : Jardin de poèmes pour un enfant (édition bilingue), 1992, Hachette, Le Livre de Poche Jeunesse, Paris—2e édition (revue) 1995 (12e mille) épuisé.
- Ion Caraion : La Neige qui jamais ne neige et autres poèmes, 1993, L’Âge d’Homme, Lausanne.
- Wolfgang Borchert : Chère nuit gris-bleu, nouvelles, 1995, Éditions Jacqueline Chambon, Nîmes et 2006, Le Rouergue, Rodez.
- Ion Caraion : Le Livre des poèmes perdus (prose) suivi de Peu d’oiseaux et autres poèmes, 1995, Librairie Bleue, Troyes.
- Wolfgang Borchert : Rêve de lanternes et autres poèmes (édition bilingue), 1998, Le Tétras Lyre, Soumagne.
- Sylvia Plath : Conversation parmi les ruines, choix de poèmes, suivi de Le Livre des lits, 1999, hors commerce.
- Robert Louis Stevenson : Emblèmes moraux et autres poèmes, 2020, L'Atelier du Grand Tétas, Mont-de-Laval.

### Participation à des ouvrages collectifs/anthologies
- Hommage à Ion Caraion, 1984, Presses centrales, Lausanne.
- Ion Caraion : L’Am-stram-gramité, poèmes traduits par J.-C.Renard, G.-E. Clancier, P. Oster, J.-P. Vallotton, etc., 1985, Jean-Marie Bouchain, Lutry.
- Anthologie des rencontres poétiques internationales en Suisse
- Romande, 1986, Yverdon-les-Bains.
- Mon premier livre de devinettes, 1986, Petite Enfance Heureuse, Paris.
- Actes du colloque l’enfant et la poésie, CRILJ / Centre Georges-Pompidou, 1986, Paris.
- Îles, 1987, Gallimard, Paris.
- Le Livre des fêtes et des anniversaires, 1987, Petite Enfance Heureuse, Paris.
- Le Livre des amusettes, ibid.
- Je pars en nuage, ibid.
- Loup y es-tu ?, ibid.
- L’Écharpe d’Iris (Les plus beaux poèmes du Premier Grand Prix de Poésie pour la Jeunesse), 1990, Hachette, Le Livre de Poche Jeunesse, Paris.
- Les Éléments des poètes, ibid.
- Demain dès l’aube, ibid.
- Paraphes, 1991, ibid.
- Rimbaud L’Opéra fabuleux, 1991, Éditions Vendémiaire, Laudun.
- Vertaalproject Bert SchierbeeK, 1991, Poetry International, Rotterdam.
- De nacht van Haat en Liefde, ibid.
- Luttes et luths, 1992, Hachette, Le Livre de Poche Jeunesse, Paris.
- Vertaalproject Marten Toonder, 1993, Story International, Rotterdam.
- Les poètes et le clown, 1993, Møtus, Landemer.
- Mieux lire cycle 3, 1993, MDI Editions.
- Trésor de la poésie française, tome 3 : XXe siècle, 1993, Hachette, Le Livre de Poche Jeunesse, Paris.
- De twaalf rovers, theater-versie in vijftien talen, 1994, Story International, Rotterdam.
- ''L’Amitié des poètes, 1994, Hachette, Le Livre de Poche Jeunesse, Paris.
- Vertaalproject Hugo Claus, 1995, Poetry International, Rotterdam.
- Noach en zinj ark, ibid.
- Anthologie du noroît 1971-1996, 1996, Éditions du Noroît, Montréal.
- Chasse de rêves/Vanatoare de vise, 1997, Cogito, Festival International de
- Poésie d’Oradea.
- La Révolte des poètes, 1998, Hachette, Le Livre de Poche Jeunesse, Paris.
- Le Rire des poètes, ibid.
- Quoi de neuf en littérature ?, catalogue d’auteurs de la Suisse latine, 1998,
- Apesuraf.
- Petits poèmes pour tous les jours, 1998, Nathan, Paris
- Les Plus beaux poèmes d’hier et d’aujourd’hui, 1999, Hachette, Le Livre de Poche Jeunesse, Paris.
- 30 poètes suisses romands d’aujourd’hui, traduits en grec par Victoria Theodorou.
- Pierrette Micheloud. Poésie 1945-1993, 1999, l’Âge d’Homme, Lausanne (préface).
- 365 histoires, comptines et chansons, 2000, Albin Michel, Paris.
- Prix culturels de l’État du Valais, 2002, Sierre.
- Œuvres de Jean Tardieu, 2003, Gallimard, collection Quarto, Paris.
- Jean Tardieu : l’amateur de théâtre, 2003, Gallimard, Paris.
- Anthologie bilingue de la poésie suisse romande, traductions en arabe par Ahmad Al Dosari, 2003, Alhdara, Le Caire.
- Je passe en CE2, 2004, CNED, Toulouse.
- Voyages, 2004, Gautier-Languereau, Paris.
- 100 séances pour toute une année de moyenne section, Hachette Education, 2006, Paris.
- L’Année poétique 2005, Seghers, 2006, Paris.
- Poésie française bilingue, 2006, Rathna Publishers, Colombo.
- L'Année poétique 2007, Seghers, 2007, Paris.
- L'anthologie de la poésie romande d'hier à aujourd'hui, Éditions Favre, 2007, Lausanne.
- Anthologie de la poésie française, Éditions Larousse, 2007, Paris.
- Poésies de langue française, Seghers, 2008, Paris.
- Poésie entrée libre, Nathan, 2008, Paris.
- Devinettes pour coller ceux qui t'embêtent, 2008, Ivry-sur-Seine.
- Visages de poésie tome 2, Rafael de Surtis, 2009, Cordes-sur-Ciel.
- Anthologie poétique amoureuse, Écriture, 2010, Paris.
- Le chant du signe, Éditions de l’Ephémère, 2011, Renens.
- Suisse poétique, Pudelundpinscher, 2011, Erstfeld.
- Mas de 100 poemas de Pierrette Micheloud, traduit en espagnol par José Luis Reina Palazón,    e.d.a. Libros, 2012, Malaga (Espagne).
- Les mots La pierre de Pierrette Micheloud, traduit en russe par Irina Volevitch, MIK, 2013, Moscou.
- Poésie de langue française, anthologie thématique, Le Cherche-Midi, 2013, Paris.
- Words and the Stone de Pierrette Micheloud, traduit en anglais par Antonio D’Alfonso, Ekstasis Editions, 2014, Victoria (Canada).
- Trésors de la littérature suisse, L'Aire, 2016, Vevey.
- Cahun, Vaché, Nantes au miroir des livres pauvres, 2018,  Bibliothèque municipale de Nantes.

### Traductions
- en anglais : par Dan Simon (Two Plus Two), James Vladimir GilI (The Mississippi Review, Cimarron, The Prose Poem), Ian Bamforth, Catherine Kennealy, Charles Molesworth, Mary O’Donnel,Judith Bishop, Toh Hsien Min (La Traductière), Tony Haefliger, Patrick Williamson (Poetry New York, The Chariton Review)
- en néerlandais: par Rein Bloem, Anita Joppe et Leen Vermeiren (Poetry International et Story International, Rotterdam)
- en hongrois: par Istvan Tóth (Confessio)
- en espagnol : par José Luis Reina Palazón (La Traductière,Álora), Verónica Fernández in “ Poetas del Mundo Latino ”, José María Lopera (Álora), Silvia Eugenia Castillero (Luvina), et in “ Quoi de neuf en littérature? ”
- en tchèque: par Hana Stepánková (Svetová Literatura, Prague)
- en allemand : par Konrad Klotz (Forum) et in « Quoi de neuf en littérature? »,

Michael v. Killisch-Horn in « Suisse poétique »
- en roumain : par Valeriu Stancu (Unu et Symposion + « L’épreuve incessante »)
- en macédonien: par Paskal Gilevski (Struga International Review of Poetry)
- en grec : par Victoria Theodorou (in « 30 Poètes suisses romands d’aujourd’hui »)
- en arabe :par Ahmad Al Dosari (in « Anthologie bilingue de la poésie suisse romande »)
- en italien : par Pierre Lepori (www.culturactif.ch), Yari Bernasconi in « Suisse poétique »
- en farsi (persan): par Parviz Khazraï
- en cinghalais: par A. P. Ruhunuhewa (in "Poésie française bilingue")
- en romanche : par Leta Semadeni et Dumenic Andry in « Suisse poétique »
- en islandais : par Kári Páll Óskarsson in « Suisse poétique »
- en russe : par Irina Volevitch in « Les mots La pierre »

### Collaboration à des périodiques
La Nouvelle Revue française, Sud, Poésie/Seghers, Europe, PO&SIE, Le Journal des Poètes, Don Quichotte, La Revue de Belles-Lettres, Écriture, Repères, [vwa], Service de Presse Suisse, Le Passe-Muraille, La Sape, Arpa, Forum, Signes, Autogriffe, Regart, Dialog, L’Octogone, Construire, 24 Heures, Le Rebrousse-Poils, Espaces, Le Démocrate, Le Journal du Jura, Le Horla, Aurora, Chronique (in)actuelle, Le Figaro Littéraire, L’Humanité, L’arbre à paroles, Les Cahiers de Poésie-Rencontres, Poètes au Raincy, l’Envol, Le Jardin d’Essai, Décharges, Agotem, Aujourd’hui Poème, Ici & Là, Le Temps, Two Plus Two, The Mississippi Review, Cimarron, The Prose Poem, La Traductière, Poetry New York, The Chariton Review, Svetová Literatura, Unu, Symposion, Struga International Review of Poetry, Confessio, Álora, Luvina, Brèves, Le Persil.

### À consulter
- Jacques Charpentreau: « Paraphes » (p. 359–364), 1991, Hachette, Paris.
- Jacques Charpentreau: « Trésor de la poésie française », tome 3 (p. 246–247), 1993, Hachette, Paris.
- Bernadette Richard: « Jean-Pierre Vallotton, une plume voluptueuse et baroque », in Forum n0 IX (p. 96–100), 1996, Zurich.
- « Romandie, à la découverte d’une terre très littérature » (p. 87), 1996, Bibliothèques municipales de la Ville de Genève.
- Gaspard Hons: « Dans les failles de la lecture et du silence », (p. 200), 1997, Éditions de L’Ambedui, Bruxelles.
- André Doms : « Tenir parole », tome III (p. 830–837), 1998, L’arbre à paroles, Amay.
- Ferenc Rákóczy : « Du rêve de la réalité à la réalité du rêve », in Écriture no 58 (p. 228–231), novembre 2001, Lausanne.
- « Écrivaines et Écrivains d’aujourd’hui », 2002, Sauerländer, Aarau.
- Jacques Küpfer et Catherine Delafontaine-Küpfer : « L’Anthologie de la poésie romande d’hier à aujourd’hui», 2007, Éditions Favre, Lausanne.
- Jean Orizet : « Anthologie de la poésie française », 2007, Éditions Larousse, Paris.
- Gaspard Hons : « Dans les failles de la lecture et du silence », volume 2 (p. 165), 2002, Éditions de L’Ambedui, Bruxelles.
- Nimrod : in « Seuils et rites » (pp. 99–104), 2009, Éditions Orizons.
- Roger Francillon : «Histoire de la littérature Suisse romande», nouvelle édition (p.1461), 2015, Éditions Zoé, Genève.
- Christophe Imperiali: "Le double tranchant de la poésie", préface à Le corps inhabitable (pp. 7-23), 2015, Éditions Empreintes, Chavannes-près-Renens.

### Audiovisuel
- Fable du temps courroucé, clip vidéo réalisé par une classe CE1/CE2 de Vendée, VHS, 1991.
- Voyageur arrêté, musique pour piano et alto de Monique Rancourt, K7, Festival franco-anglais de poésie, Paris, 1994.
- Poèmes mis en musique par Dominique Rey, K7, 1996.
- Les enfants de la balle, poèmes mis en musique par Pierre Moret, CD, 1999.
- Souris grise et souriceau, poème in « Les cahiers d'été du CNED », CD, Ministère de l'Éducation nationale, Toulouse, 2004.
- Participation au film de Thomas Grandjean sur Pierrette Micheloud, DVD, produit par l’État du Valais, 2004.
- Orphelins de l'orage, poème dit par Claude Aufaure in Poésies de langue française, 30 poètes d'aujourd'hui autour du monde, CD, Sous la Lime, Paris, 2008.

## Sources
- « Jean-Pierre Vallotton », sur la base de données des personnalités vaudoises sur la plateforme « Patrinum » de la Bibliothèque cantonale et universitaire de Lausanne.
- Dominique Grandmont, L'Humanité, 1998/02/06
- Romandie à la recherche d'une terre très littérature, mars 97/98
- sites et références mentionnés